# Henry Taylor (úszó)
Henry Taylor (Oldham, 1885. március 17. – Oldham, 1951. február 28.) olimpiai bajnok angol úszó.